# 테오도로 가르시아 에헤아

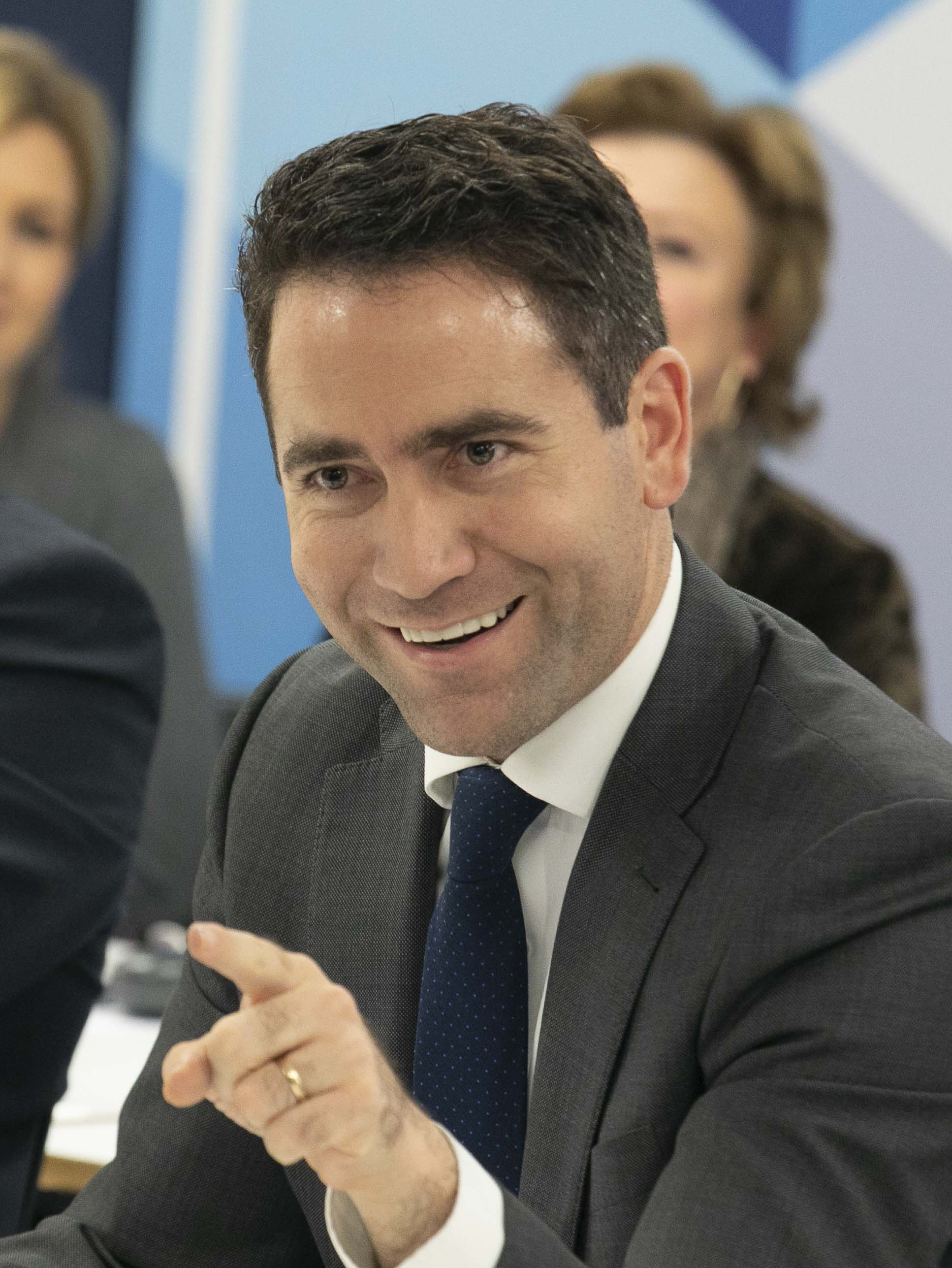
테오도로 가르시아 에헤아

테오도로 가르시아 에헤아(스페인어: Teodoro García Egea, 1985년 1월 27일 ~ )는 스페인의 정치인이다. 현재 국민당의 사무총장으로, 파블로 카사도 대표의 뒤를 이어 당 내 2인자이다. 그는 또한 무르시아 선거구의 제10대 ~ 제13대 국회의원을 역임하고 있는 중이다.

## 생애
1985년 1월 27일 무르시아 지방의 시에사에서 태어났다. 대학에서 통신공학을 전공하던 중 시에사 시의원으로 당선되었으며, 2007년부터 2009년까지 재직했다. 2008년 고향에서 개최된 Mollar Chafá 올리브 던지기 대회에 참가하여 16.84m를 기록해 세계 선수권 기록을 세웠다. 카르타헤나 공과대학교(UPCT)에서 통신공학과를 졸업한 후 메릴랜드 대학교에서 대학원 과정을 이수했다.
2011년 총선에서 국민당 무르시아 선거구 비례대표 9번으로 도전했다. 보수 성향이 강한 선거구답게 국민당은 64.22%를 얻어 총 10석 중 8석을 차지했으나, 정작 가르시아 본인은 1석 차이로 아깝게 당선되지 못했다가, 2012년 1월 19일 하이메 가르시아레가스 의원이 통상부 장관으로 임명되어 의원직을 사퇴하면서 그 자리를 승계하게 되었다.
2012년 3월 5년 간의 교제 끝에 화학공학기술자인 마리아 호세 에르카사인과 결혼했다. 2015년 12월 UPCT에서 논문 Análisis, decodificación y clasificación de la señal EEG en entornos tridimensionales를 읽어 로봇 공학 박사학위를 취득했다.
2015년과 2016년 총선에서는 국민당 무르시아 선거구 비례대표 1번으로 도전해 당선되었다. 2018년 6월 마리아노 라호이 총리 겸 국민당 대표가 사임하자, 당 내 유력한 후보였던 파블로 카사도의 선거 책임자로 활동했다. 카사도는 전당대회 2차 투표에서 당선되었으며, 당선 직후 가르시아를 사무총장에 임명했다.
2019년 총선에서 제13대 국회의원으로 당선되었다.